# Jérez del Marquesado (kommunhuvudort)
Jérez del Marquesado är en kommunhuvudort i Spanien.   Den ligger i provinsen Provincia de Granada och regionen Andalusien, i den södra delen av landet, 400 km söder om huvudstaden Madrid. Jérez del Marquesado ligger 1 236 meter över havet och antalet invånare är 1 065.
Terrängen runt Jérez del Marquesado är varierad. Runt Jérez del Marquesado är det glesbefolkat, med 11 invånare per kvadratkilometer. Närmaste större samhälle är Guadix, 12,9 km norr om Jérez del Marquesado. I omgivningarna runt Jérez del Marquesado växer i huvudsak barrskog.